# WampServer
WampServer (до осени 2007 — WAMP5) — сборка веб-сервера, содержащая Apache, MySQL, интерпретатор скриптов PHP, phpMyAdmin и другие дополнения, предназначенная для web-разработки под Windows. 
Имеет автоматический инсталлятор. Для управления сервером и его настройками WampServer создает иконку в трее. Позволяет установить любую версию Apache, MySQL и PHP в качестве аддона.

## Компоненты
- Apache HTTP Server
- PHP
- MySQL
- phpMyAdmin